# Mūrmuiža
Mūrmuiža (tyska Gemauerthof) är ett riddargods, senare ett mindre samhälle i Lettland i Vilce pagasts. Den ligger cirka 100 kilometer nordost om Riga. Staden är mest känd för slaget vid Gemauerthof.

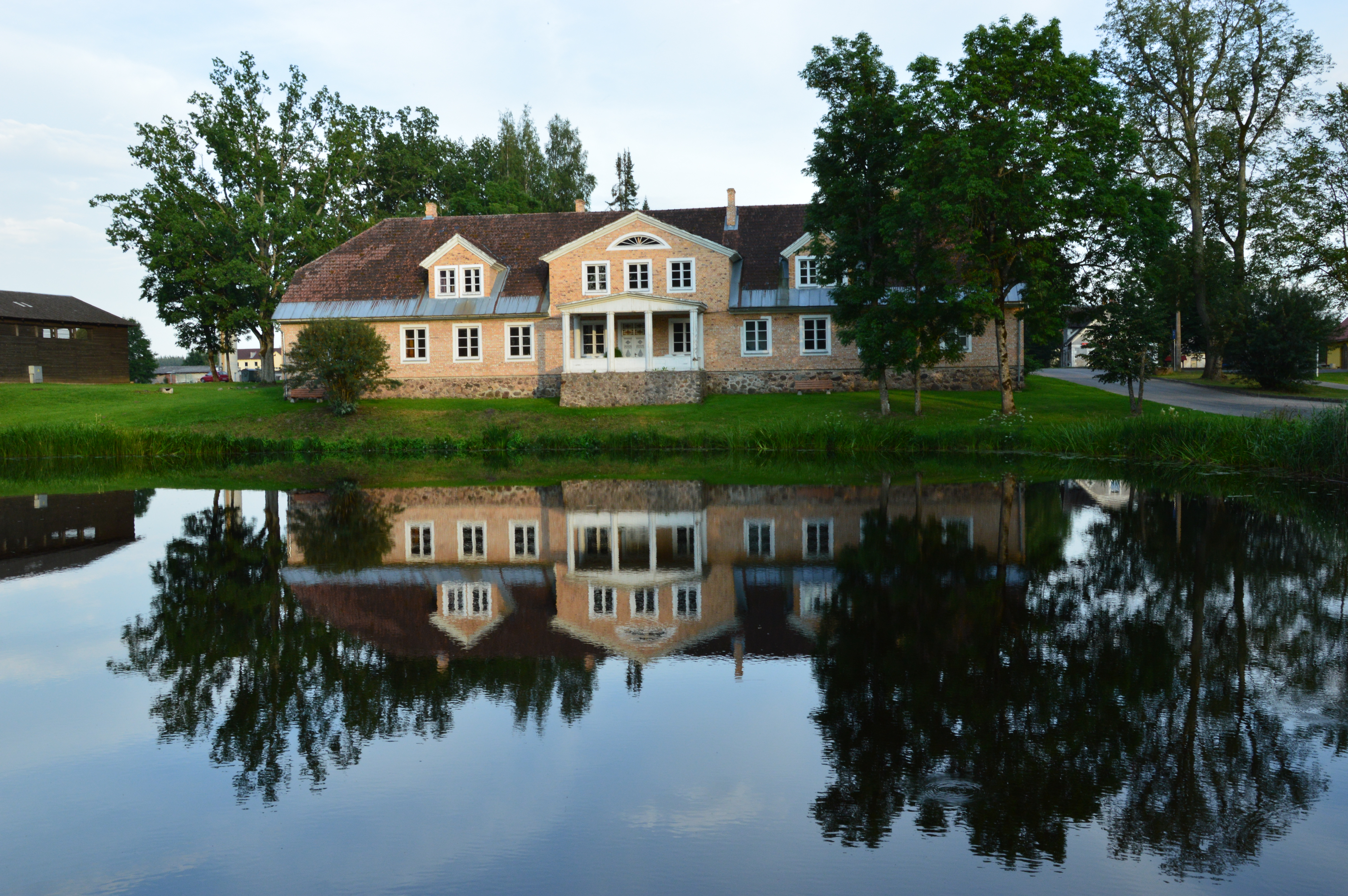
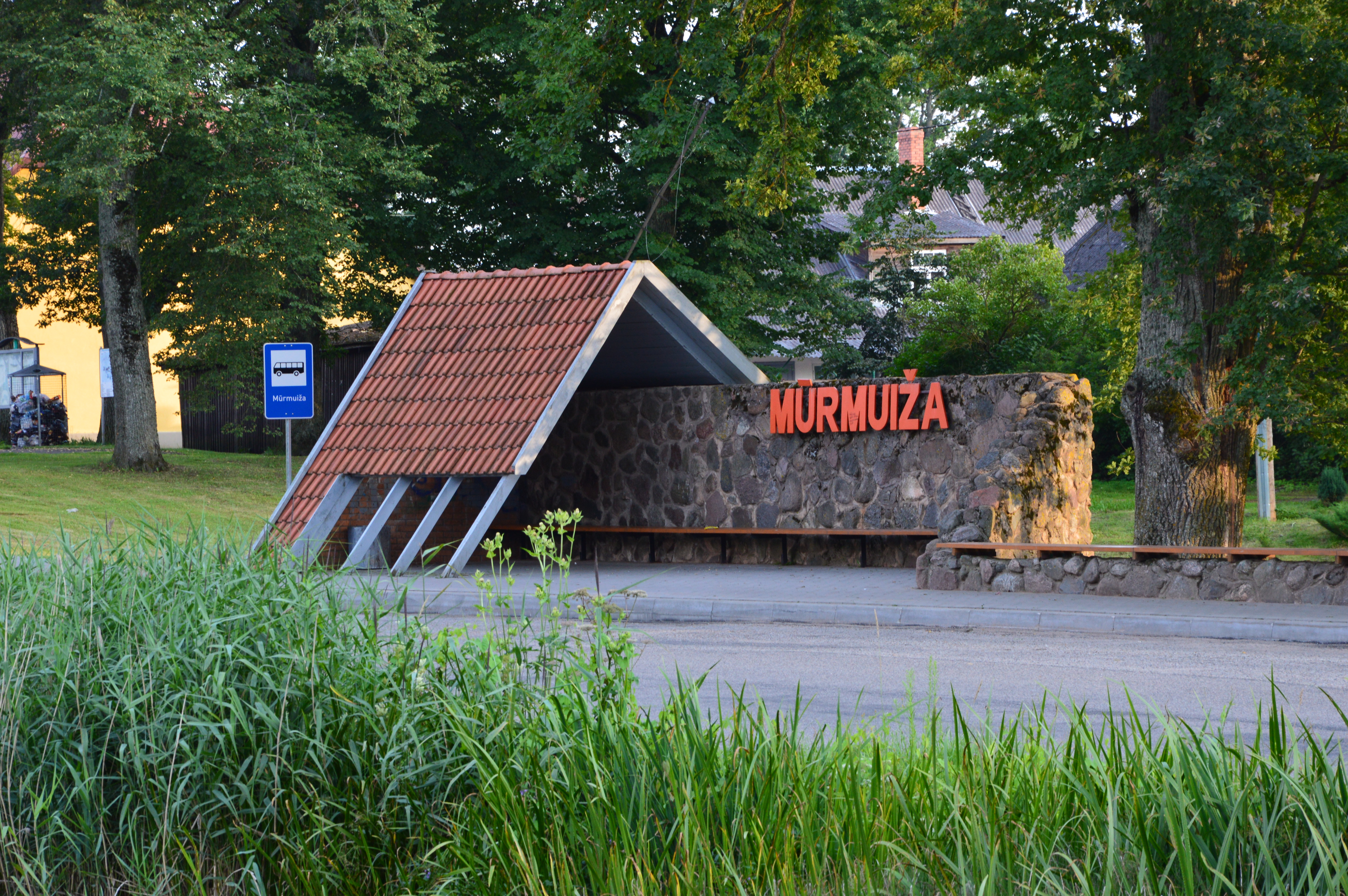
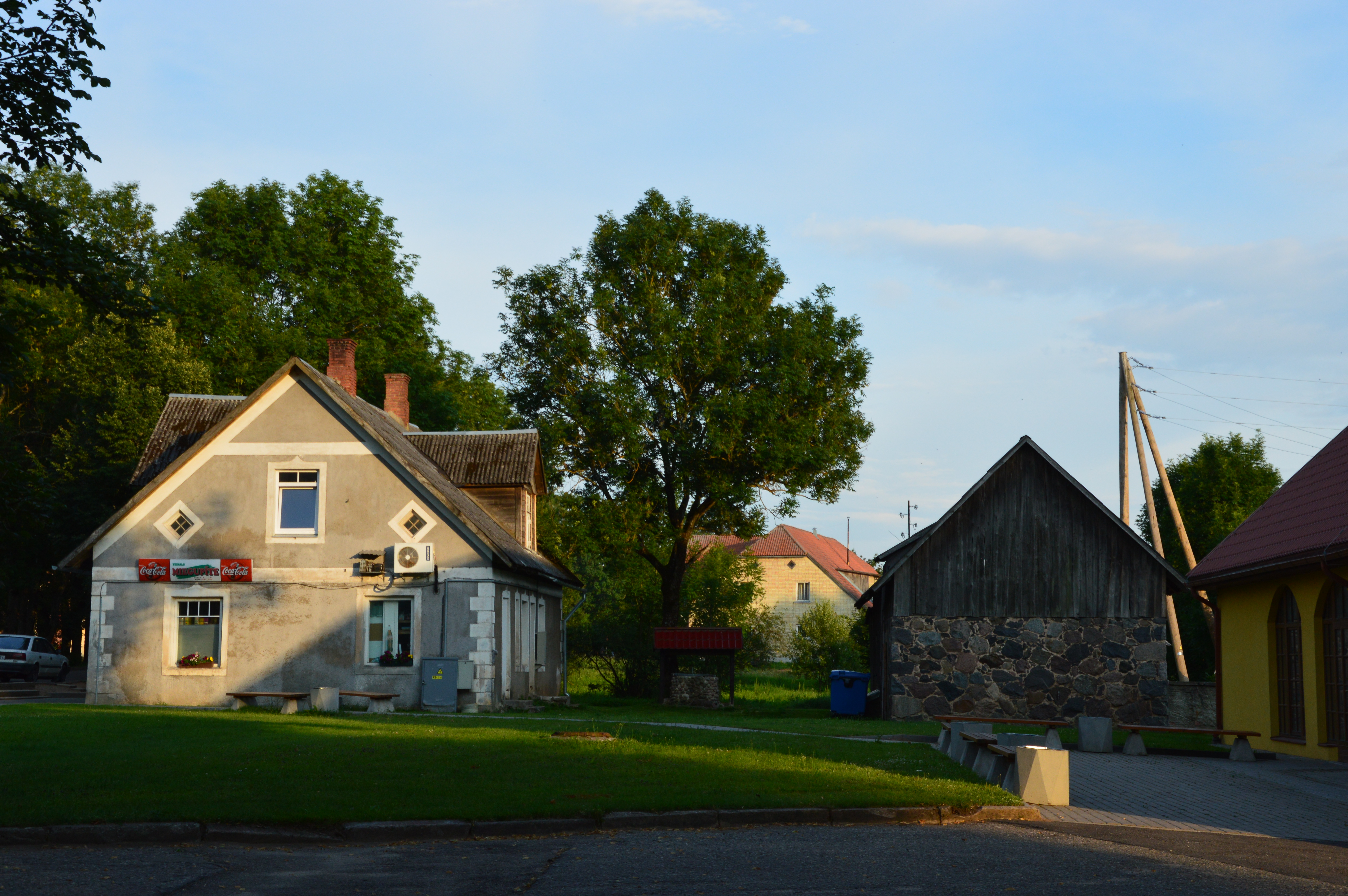
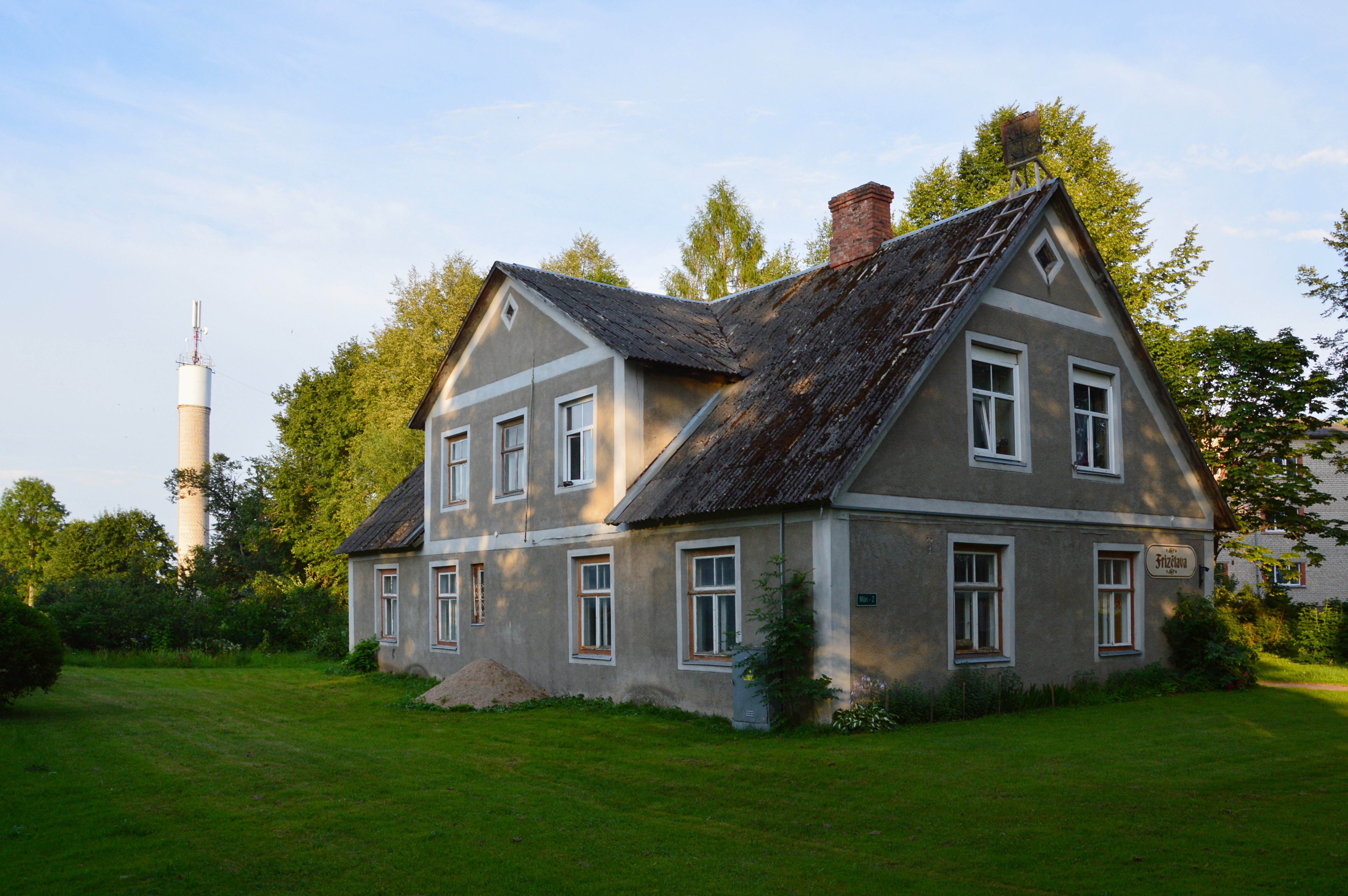